# Liga Premier de Israel
La Liga Premier de Israel (en hebreo: ליגת העל בכדורגל) es la máxima categoría masculina de fútbol del sistema de ligas de Israel. Comenzó a disputarse en la temporada 1999-00 bajo el auspicio de la Asociación de Fútbol de Israel (IFA), y desde 2014 es organizada por una asociación de los clubes participantes: la Liga Profesional de Fútbol.
Israel es miembro activo de la UEFA desde 1994 y sus clubes tienen derecho a disputar competiciones europeas. Anteriormente formó parte de la Confederación Asiática de Fútbol hasta su expulsión en 1974.

## Historia
El fútbol en Israel comenzó a desarrollarse en los tiempos del mandato británico de Palestina, a través de torneos a nivel aficionado en la década de 1920 y la posterior creación de la Asociación de Fútbol de Palestina —actual Asociación de Fútbol de Israel (IFA)— en 1928. Aunque en origen había sido creada para representar a todos los habitantes de la colonia, la amplia mayoría de los miembros de la IFA eran judíos y británicos. La primera edición de la Liga de Palestina, en la temporada 1931-32, tenía una composición similar y deparó como campeón al equipo de la policía colonial. A pesar de los intentos por consolidar un torneo nacional, hubo varias ediciones suspendidas debido a los conflictos intercomunitarios y a la guerra árabe-israelí de 1948.
En 1951, tres años después de la declaración de independencia, la IFA organizó la primera edición de la Liga Alef. Este torneo fue reemplazado en 1955 por la Liga Nacional, que durante cuatro décadas se mantuvo como la máxima categoría del país. Desde entonces se ha celebrado sin sobresaltos salvo en la edición 1966-68, que duró dos años en vez de uno por decisión federativa.
Los equipos israelíes disputaron el Campeonato Asiático de Clubes desde 1967 hasta su cancelación en 1972. Las presiones políticas de los países árabes de Asia, que rechazaban jugar contra ellos en el contexto del conflicto árabe-israelí, llevaron a que Israel fuese expulsada de la Confederación Asiática en 1974. La IFA llegó a un acuerdo con la UEFA para que los clubes israelíes pudieran disputar la Copa Intertoto desde la edición de 1976, y tras su admisión oficial se les aceptó en el resto de competiciones europeas a partir de 1992.
En la temporada 1999-00 se organizó una nueva máxima categoría, la Liga Premier de Israel, que conllevó una estructura profesionalizada, una reducción del número de equipos y un formato con dos fases: temporada regular y grupos por el título y la permanencia. En agosto de 2014 la IFA cedió sus competencias organizativas en a la Liga Profesional de Fútbol de Israel, un nuevo organismo formado por los clubes participantes de las dos máximas categorías.

## Participantes
La mayoría de equipos surgen de clubes locales asociados a las principales asociaciones deportivas de Israel. Las dos más importantes son Maccabi (vinculada al sionismo) y Hapoel (ligada al sindicalismo). Con la adopción del profesionalismo, estas entidades quedaron bajo el control de inversores privados o de clubes de socios. No obstante, casi todas han mantenido el nombre original. El Maccabi Tel Aviv es el único club que ha disputado todas las ediciones en la máxima categoría desde la temporada 1931-32.

### Temporada 2025-26
| Beitar Jerusalén                         | Jerusalén      | Barak Yitzhaki  | Estadio Teddy Kollek                | 34 000 |
| Bnei Sajnin                              | Sajnin         | Sharon Mimer    | Estadio Doha                        | 8 500  |
| F. C. Asdod                              | Asdod          | Haim Silvas     | Estadio Yud-Alef                    | 7 800  |
| Hapoel Beerseba                          | Beerseba       | Ran Kojok       | Estadio Turner                      | 16 126 |
| Hapoel Haifa                             | Haifa          | Gal Arel        | Estadio Sammy Ofer                  | 30 780 |
| Hapoel Ironi Kiryat Shmona               | Kiryat Shemona | Shay Barda      | Estadio Municipal de Kiryat Shemona | 5 300  |
| Hapoel Jerusalén                         | Jerusalén      | Ziv Arie        | Estadio Teddy Kollek                | 34 000 |
| Hapoel Petah Tikva                       | Petaj Tikva    | Omer Peretz     | Estadio HaMoshava                   | 11 500 |
| Hapoel Tel Aviv                          | Tel Aviv       | Elyaniv Barda   | Estadio de Bloomfield               | 29 400 |
| Ironi Tiberias                           | Tiberíades     | Eliran Hudeda   | Estadio Municipal de Tiberíades     | 4 300  |
| Maccabi Bnei Reineh                      | Reineh         | Slobodan Drapić | Estadio Green                       | 5 200  |
| Maccabi Haifa                            | Haifa          | Diego Flores    | Estadio Sammy Ofer                  | 30 780 |
| Maccabi Netanya                          | Netanya        | Yossi Abukasis  | Estadio de Netanya                  | 13 610 |
| Maccabi Tel Aviv                         | Tel Aviv       | Žarko Lazetić   | Estadio de Bloomfield               | 29 400 |
| Datos actualizados al 7 de julio de 2025 |                |                 |                                     |        |

## Sistema de competición
La Liga Premier de Israel es organizada y regulada (conjuntamente con la Liga Nacional) por la Liga Profesional de Fútbol de Israel, cuyos miembros son los propios clubes participantes. La competición consta de dos fases, participan catorce equipos y cada temporada comienza en agosto para terminar en mayo del año siguiente.
En la liga regular, los catorce equipos se enfrentan todos contra todos en dos ocasiones —una en campo propio y otra en campo contrario— hasta sumar 26 jornadas. El orden de los encuentros se decide por sorteo antes de empezar la competición. Al término de esta etapa, los clubes mantienen su puntuación y pasan a dos grupos: el «grupo del campeonato» del primero al sexto clasificado, y el «grupo de permanencia» del séptimo al decimocuarto clasificado.
En el grupo por el campeonato, los seis mejores clasificados se enfrentan todos contra todos en dos ocasiones hasta sumar 36 jornadas en total. En el grupo por la permanencia, los ocho clubes se miden en una sola ronda hasta sumar 33 jornadas.
La clasificación final se establece con arreglo a los puntos totales obtenidos por cada equipo al finalizar el campeonato. Los equipos obtienen tres puntos por cada partido ganado, un punto por cada empate y ningún punto por los partidos perdidos. Si al finalizar el campeonato dos equipos igualan a puntos, los mecanismos para desempatar la clasificación son los siguientes:
1. El que tenga una mayor diferencia entre goles a favor y en contra según el resultado de los partidos jugados entre ellos.
2. El que tenga la mayor diferencia de goles a favor teniendo en cuenta todos los obtenidos y recibidos en el transcurso de la competición.
3. El club que haya marcado más goles.

El equipo que más puntos sume al final del campeonato será proclamado campeón de Liga y obtendrá el derecho automático a participar en la fase clasificatoria de la Liga de Campeones de la UEFA. El segundo y el tercer clasificado, así como el vencedor de la Copa de Israel, obtienen una plaza en la fase clasificatoria de la Liga Conferencia Europa. En caso de que el ganador de la Copa esté entre los tres mejores, el cuarto clasificado de la liga será quien tenga derecho a jugar competición europea.
Por otro lado, el último y el penúltimo clasificado descienden a la Liga Nacional, siendo reemplazados por el campeón y el subcampeón de la anterior edición.
Las cuestiones de justicia deportiva son competencia de la Asociación de Fútbol de Israel (IFA).

### Futbolistas extranjeros
Los equipos israelíes pueden inscribir hasta seis extranjeros por plantilla, y desde la temporada 2024/25 pueden alinearse todos a la vez. La IFA considera «extranjero» a todo aquel jugador que no tenga un pasaporte israelí. Dado que Israel es una de las pocas federaciones adscritas a la UEFA que no se vio afectada por la sentencia del caso Bosman, cualquier europeo cuenta como plaza extranjera a todos los efectos.
La IFA considera que un futbolista no ocupa plaza de extranjero si cumple los siguientes criterios:
- Futbolistas nacidos en el extranjero con nacionalidad israelí.
- Futbolistas israelíes que han decidido representar a otro país.
- Personas judías que se acogieron a la Ley del Retorno.
- Drusos sin ciudadanía israelí.
- Extranjeros con residencia permanente —han jugado en Israel durante seis años consecutivos—.

Muchos futbolistas israelíes, especialmente en los primeros años, tenían orígenes extranjeros porque sus familias habían emigrado con base en la ley del Retorno. La presencia de extranjeros en el campeonato se normalizó en la década de 1990, cuando la disolución de la Unión Soviética propició la llegada de jugadores rusos, ucranianos y bielorrusos.

## Historial
Para ver todos los campeones desde la etapa inicial, véase Historial de la Liga Premier de Israel
Desde la creación de la Liga Premier en 1999 bajo su formato actual, un total de 29 equipos diferentes han participado en al menos una edición. De ellos seis se han proclamado campeones: el Maccabi Haifa en diez ocasiones: el Maccabi Tel Aviv en siete; el Hapoel Beerseva, en tres; el Hapoel Tel Aviv y el Beitar Jerusalén, en dos; y el Hapoel Ironi Kiryat Shmona, en una. El Maccabi Haifa, el Maccabi Tel Aviv y el Beitar Jerusalén son además los únicos clubes que han estado presentes en todas las temporadas.
| Temporada              | Campeón                | Subcampeón             | Tercero                | Notas                                     |
| Liga Premier de Israel | Liga Premier de Israel | Liga Premier de Israel | Liga Premier de Israel | Liga Premier de Israel                    |
| ---------------------- | ---------------------- | ---------------------- | ---------------------- | ----------------------------------------- |
| 1999-00                | Hapoel Tel Aviv        | Maccabi Haifa          | Hapoel Petaj Tikva     |                                           |
| 2000-01                | Maccabi Haifa          | Hapoel Tel Aviv        | Hapoel Haifa           |                                           |
| 2001-02                | Maccabi Haifa          | Hapoel Tel Aviv        | Maccabi Tel Aviv       |                                           |
| 2002-03                | Maccabi Tel Aviv       | Maccabi Haifa          | Hapoel Tel Aviv        |                                           |
| 2003-04                | Maccabi Haifa          | Maccabi Tel Aviv       | Maccabi Petaj Tikva    |                                           |
| 2004-05                | Maccabi Haifa          | Maccabi Petaj Tikva    | F. C. Ashdod           |                                           |
| 2005-06                | Maccabi Haifa          | Hapoel Tel Aviv        | Beitar Jerusalén       |                                           |
| 2006-07                | Beitar Jerusalén       | Maccabi Netanya        | Maccabi Tel Aviv       |                                           |
| 2007-08                | Beitar Jerusalén       | Maccabi Netanya        | Ironi Kiryat Shemona   |                                           |
| 2008-09                | Maccabi Haifa          | Hapoel Tel Aviv        | Beitar Jerusalén       |                                           |
| 2009-10                | Hapoel Tel Aviv        | Maccabi Haifa          | Maccabi Tel Aviv       |                                           |
| 2010-11                | Maccabi Haifa          | Hapoel Tel Aviv        | Maccabi Tel Aviv       |                                           |
| 2011-12                | Ironi Kiryat Shemona   | Hapoel Tel Aviv        | Bnei Yehuda            |                                           |
| 2012-13                | Maccabi Tel Aviv       | Maccabi Haifa          | Hapoel Tel Aviv        |                                           |
| 2013-14                | Maccabi Tel Aviv       | Hapoel Beerseba        | Ironi Kiryat Shemona   |                                           |
| 2014-15                | Maccabi Tel Aviv       | Ironi Kiryat Shemona   | Hapoel Beerseba        | Triplete de Liga, Copa y Copa de la Liga. |
| 2015-16                | Hapoel Beerseba        | Maccabi Tel Aviv       | Beitar Jerusalén       |                                           |
| 2016-17                | Hapoel Beerseba        | Maccabi Tel Aviv       | Beitar Jerusalén       |                                           |
| 2017-18                | Hapoel Beerseba        | Maccabi Tel Aviv       | Beitar Jerusalén       |                                           |
| 2018-19                | Maccabi Tel Aviv       | Maccabi Haifa          | Hapoel Beerseba        |                                           |
| 2019-20                | Maccabi Tel Aviv       | Maccabi Haifa          | Beitar Jerusalén       |                                           |
| 2020-21                | Maccabi Haifa          | Maccabi Tel Aviv       | F. C. Ashdod           |                                           |
| 2021-22                | Maccabi Haifa          | Hapoel Beerseba        | Maccabi Tel Aviv       |                                           |
| 2022-23                | Maccabi Haifa          | Hapoel Beerseba        | Maccabi Tel Aviv       |                                           |
| 2023-24                | Maccabi Tel Aviv       | Maccabi Haifa          | Hapoel Beerseba        |                                           |
| 2024-25                | Maccabi Tel Aviv       | Hapoel Beerseba        | Maccabi Haifa          |                                           |

### Palmarés
La siguiente tabla solo recoge los campeones nacionales desde la temporada inaugural de la Liga Premier de Israel.
| Club                        | Títulos | Subtítulos | Años de los campeonatos                                    |
| --------------------------- | ------- | ---------- | ---------------------------------------------------------- |
| Maccabi Haifa               | 10      | 7          | 2001, 2002, 2004, 2005, 2006, 2009, 2011, 2021, 2022, 2023 |
| Maccabi Tel Aviv            | 8       | 5          | 2003, 2013, 2014, 2015, 2019, 2020, 2024                   |
| Hapoel Beerseba             | 3       | 4          | 2016, 2017, 2018                                           |
| Hapoel Tel Aviv             | 2       | 6          | 2000, 2010                                                 |
| Beitar Jerusalén            | 2       | -          | 2007, 2008                                                 |
| Hapoel Ironi Kiryat Shemona | 1       | 1          | 2012                                                       |

### Palmarés histórico
Si se suman todos los títulos desde la celebración del primer campeonato de liga en la temporada 1931-32, el equipo más laureado es el Maccabi Tel Aviv. A lo largo de su historia ha habido quince campeones nacionales.
Los clubes israelíes pueden añadir una estrella de campeón a su escudo por cada cinco ligas obtenidas.
Nota: indicados en negrita los campeonatos de la Liga Premier, así como los equipos que siguen existiendo.
| Club                        | Títulos | Subtítulos | Años de los campeonatos |
| --------------------------- | ------- | ---------- | --- |
| Maccabi Tel Aviv            | 26      | 14         | 1936, 1937, 1939, 1942, 1947, 1950, 1952, 1954, 1956, 1958, 1968, 1970, 1972, 1977, 1979, 1992, 1995, 1996, 2003, 2013, 2014, 2015, 2019, 2020, 2024, 2025 |
| Maccabi Haifa               | 15      | 10         | 1984, 1985, 1989, 1991, 1994, 2001, 2002, 2004, 2005, 2006, 2009, 2011, 2021, 2022, 2023                                                                   |
| Hapoel Tel Aviv             | 14      | 16         | 1934, 1935, 1938, 1940, 1944, 1945, 1957, 1966, 1969, 1981, 1986, 1988, 2000, 2010                                                                         |
| Hapoel Petaj Tikva          | 6       | 10         | 1955, 1959, 1960, 1961, 1962, 1963 |
| Beitar Jerusalén            | 6       | 6          | 1987, 1993, 1997, 1998, 2007, 2008 |
| Maccabi Netanya             | 5       | 5          | 1971, 1974, 1978, 1980, 1983 |
| Hapoel Beerseba             | 5       | 4          | 1975, 1976, 2016, 2017, 2018 |
| Hakoah Ramat Gan            | 2       | -          | 1965, 1973 |
| Bnei Yehuda                 | 1       | 3          | 1990 |
| Beitar Tel Aviv             | 1       | 2          | 1945 |
| British Police              | 1       | -          | 1932 |
| Hapoel Haifa                | 1       | 2          | 1999 |
| Hapoel Ironi Kiryat Shemona | 1       | 1          | 2012 |
| Hapoel Kfar Saba            | 1       | –          | 1982 |
| Hapoel Ramat Gan            | 1       | 1          | 1964 |

## Clasificación histórica
- Clasificación histórica de la Liga Premier de Israel desde su creación en la temporada 1999-00 hasta la terminada temporada 2021-22.
- En color verde los equipos que disputan la Liga Premier 2022-23.
- En color azul los equipos que disputan la Liga Leumit 2022-23.
- En color amarillo los equipos que disputan la Liga Alef 2022-23.
- En color rosado los equipos que disputan la Liga Bet 2022-23.
- En color rojo los equipos que disputan la Liga Gimel 2022-23.

| N.º | Club                          | Temp. | P.D. | P.G. | P.E. | P.P. | G.F. | G.C. | Dif. | Puntos |
| --- | ----------------------------- | ----- | ---- | ---- | ---- | ---- | ---- | ---- | ---- | ------ |
| 1   | Maccabi Haifa FC              | 23    | 769  | 412  | 181  | 176  | 1279 | 732  | +547 | 1417   |
| 2   | Maccabi Tel Aviv FC           | 23    | 772  | 412  | 188  | 172  | 1253 | 659  | +594 | 1416   |
| 3   | Hapoel Tel Aviv FC            | 22    | 721  | 326  | 203  | 192  | 1035 | 734  | +301 | 1167   |
| 4   | Beitar Jerusalén              | 23    | 760  | 311  | 205  | 244  | 1035 | 894  | +141 | 1129   |
| 5   | Maccabi Petah-Tikvah FC       | 21    | 684  | 242  | 193  | 249  | 782  | 819  | -37  | 916    |
| 6   | Hapoel Be'er Sheva            | 17    | 556  | 249  | 144  | 163  | 809  | 643  | +166 | 891    |
| 7   | Bnei Yehuda Tel Aviv          | 20    | 688  | 233  | 186  | 269  | 780  | 868  | -88  | 885    |
| 8   | FC Ashdod                     | 22    | 715  | 225  | 197  | 293  | 846  | 997  | -151 | 872    |
| 9   | Maccabi Netanya FC            | 20    | 650  | 227  | 178  | 245  | 814  | 867  | -53  | 859    |
| 10  | Hapoel Haifa FC               | 17    | 551  | 174  | 164  | 213  | 646  | 715  | -69  | 686    |
| 11  | Bnei Sakhnin FC               | 17    | 543  | 164  | 149  | 230  | 546  | 709  | -163 | 639    |
| 12  | Hapoel Ironi Kiryat Shmona    | 14    | 447  | 167  | 124  | 156  | 545  | 509  | +36  | 625    |
| 13  | Hapoel Petah-Tikvah           | 13    | 448  | 135  | 115  | 198  | 548  | 678  | -130 | 508    |
| 14  | Hapoel Kfar Saba              | 9     | 303  | 72   | 90   | 141  | 291  | 436  | -145 | 303    |
| 15  | Hapoel Acre FC                | 8     | 270  | 72   | 81   | 117  | 288  | 389  | -101 | 295    |
| 16  | Hapoel Ra'anana AFC           | 8     | 269  | 66   | 81   | 122  | 251  | 367  | -116 | 279    |
| 17  | Hapoel Ironi Rishon LeZion FC | 5     | 180  | 41   | 41   | 98   | 195  | 316  | -121 | 164    |
| 18  | Hapoel Hadera FC              | 4     | 102  | 35   | 25   | 42   | 116  | 135  | -19  | 130    |
| 19  | Ironi Nir Ramat HaSharon FC   | 3     | 106  | 32   | 23   | 51   | 97   | 154  | -57  | 119    |
| 20  | Maccabi Herzliya              | 3     | 105  | 25   | 24   | 56   | 113  | 180  | -67  | 99     |
| 21  | Hapoel Ashkelon FC            | 3     | 101  | 20   | 25   | 56   | 80   | 159  | -79  | 85     |
| 22  | Hapoel Ramat Gan FC           | 3     | 103  | 19   | 29   | 55   | 95   | 161  | -66  | 82     |
| 23  | Hapoel Nof HaGalil FC         | 3     | 66   | 20   | 20   | 26   | 71   | 93   | -22  | 80     |
| 24  | Hakoah Amidar Ramat Gan       | 2     | 66   | 12   | 21   | 33   | 58   | 100  | -42  | 57     |
| 25  | Maccabi Ahi Nazareth FC       | 2     | 68   | 15   | 13   | 40   | 73   | 143  | -60  | 55     |
| 26  | Sektzia Nes Tziona FC         | 1     | 33   | 8    | 8    | 17   | 23   | 46   | -23  | 32     |
| 27  | Maccabi Kiryat Gat FC         | 1     | 33   | 7    | 6    | 20   | 34   | 58   | -24  | 27     |
| 28  | Hapoel Jerusalem FC           | 2     | 39   | 6    | 6    | 27   | 33   | 82   | -49  | 24     |
| 29  | Hapoel Tzafririm Holon FC     | 1     | 38   | 4    | 4    | 30   | 25   | 85   | -60  | 16     |
| 30  | Maccabi Bnei Reineh           | 0     | 0    | 0    | 0    | 0    | 0    | 0    | 0    | 0      |